# Ruby Rubacuori
Ruby Rubacuori (de fapt Karima el-Mahroug; n. 11 noiembrie 1992) este o dansatoare și prostituată marocană. Ea a ajuns să fie cunoscută la vârsta de 17 ani când a avut o relație cu premierul italian Silvio Berlusconi, scandal care a cauzat citarea în fața justiției a lui Berlusconi, acuzat de abuz de funcție și relație cu o minoră. 

## Date biografice
El-Mahroug a copilărit în Messina. Ea a părăsit casa părintească când avea 14 ani. Tânăra marocană a ajuns să fie cunoscută ca hoață notorie la poliție. Autoritățile au căutat să-i asigure minorei o locuință. În ultimul timp ea a trăit cu un bărbat de 33 de ani, a lucrat ca și cameristă, dansatoare și cosmeticiană.
Din dosarul poliției reiese că în mai 2010 a fost arestată în Milano fiind acuzată de o femeie că i-a furat ceasul și 3000 de euro. Poliția Milaneză a lăsat-o liberă în urma unui telefon a al lui Berlusconi, care ar fi afirmat că fata este nepoata lui Hosni Mubarak. Ulterior la investigații, omul politic italian ar fi declarat că a făcut acest lucru fără interese personale, că el ajută oamenii aflați în situații disperate.